# تینتا (مینه‌سوتا)
تینتا، مینه‌سوتا (به انگلیسی: Tintah, Minnesota) یک شهر در ایالات متحده آمریکا است که در Traverse County واقع شده‌است.

## خصوصیات
تینتا ۱٫۹۷ کیلومترمربع مساحت و ۶۳ نفر جمعیت دارد و ۳۰۵ متر بالاتر از سطح دریا واقع شده‌است.